# کوروش محمدخانی
 کوروش محمدخانی (زاده ۳ ژوئیه ۱۹۸۹ در مشهد، ایران) راننده ایرانی رشته فرمول رنو می‌باشد.
کوروش از سال ۲۰۰۶ تا کنون توانسته در «مسابقات فرمول فورد بریتانیا» و «مسابقات فرمول بارک رنو» یا همان فرمول دو به‌خوبی بدرخشد و در رقابتهای فرمول دو رنو در سال‌های اخیر عنوان‌های اول تا چهارم را به خود اختصاص داده است.
شاید اوج افتخار محمدخانی پس از قهرمانی در فرمول بارک رنو، دعوت شدن به عنوان یکی از ۲۰راننده خوب دنیا در رقابت‌های پشتوانه‌سازی هند بود که پیش از رقابت‌های اصلی فرمول یک برگزار می‌شد و او توانست در این مسابقات نیز عنوان سومی را به خود اختصاص دهد.
کوروش در حال حاضر تنها ۳۰۰ کیلومتر دیگر باید رانندگی کند تا جواز حضور در مسابقات اصلی فرمول یک را به دست آورد.

## زندگی ورزشی
کوروش به خاطر کار پدرش از کودکی علاقه شدیدی به ورزش اتومبیل‌رانی داشت و در ابتدا در مسابقات کارتینگ شرکت کرد.
وی همزمان با انجام تکالیف مدرسه، به تمرین اتومبیل‌رانی می‌پرداخت و در رقابت‌های مختلف شرکت می‌کرد.
در استان خراسان مقام‌های زیادی کسب کرد.
کوروش در سن ۱۱ سالگی با اتومبیلی که پدرش برایش ساخته بود پرشی به طول ۲۵ متر با ارتفاعی به طول ۵ متر انجام داد و البته این رکورد یک بار دیگر توسط خودش و در سن ۱۲ سالگی شکسته شد با پرشی به طول ۳۰ متر و ۷ متر ارتفاع.
بعد از اتمام دوران دبیرستان و با توجه به مقام‌هایی که در سطح استان و کشور کسب کرده بود برای گذراندن دوره حرفه‌ای عازم کشور انگلستان شد.
این کشور به دلیل توانایی و امکاناتی که در پرورش استعدادهای اتومبیل‌رانی داشت یکی از بهترین و پیشرفته‌ترین کشورهای صاحب سبک در دنیای اتومبیل‌رانی فرمول یک به شمار می‌رود.
کوروش با ورود به انگلستان، در یکی از معتبرترین مدارس اتومبیل‌رانی جهان «مدرسه و پیست سیلوراستون» آغاز به کار کرد و با پشت سرگذاشتن یک دوره آموزش حرفه‌ای، در امتحاناتی که از تمامی دانش آموختگان گرفته شد در میان ۹۶ نفر، عنوان نخست را به خود اختصاص داد.

## مقام‌ها و موفقیت‌ها
کسب چندین دوره قهرمانی در مسابقات فرمولافورد (رده پایه اتومبیل‌رانی جهانی) و صعود به به مرحله فرمولا رنو.
کسب چندین عنوان قهرمانی در فرمول رنو و حضور در بین ۲۰ راننده برتر جهان در سال ۲۰۰۸.
دعوت به به رقابت‌های قبل از آغاز فرمول یک هند در سال ۲۰۱۱ و کسب مقام سوم.

## رکوردگیری‌ها
| Season | Series                                         | Team               | Races | Wins | Poles | F/Laps | Podiums | Points | Position |
| ------ | ---------------------------------------------- | ------------------ | ----- | ---- | ----- | ------ | ------- | ------ | -------- |
| ۲۰۰۷   | Formula Ford Great Britain – Scholarship Class | GW Racing          | ۳     | ۳    | ۳     | ۳      | ۳       | ۳۳     | N/A      |
| ۲۰۰۸   | Formula Renault 2.0 UK BARC Winter Series      | Welch Motorsport   | ۴     | ۱    | ۴     | ۱      | ۱       | ۱۷     | ۳        |
| ۲۰۰۹   | Protyre Formula Renault BARC Championship      | Welch Motorsport   | ۳     | ۰    | ۰     | ۰      | ۰       | ۳۲     | N/A      |
| ۲۰۱۰   | Protyre Formula Renault BARC Championship      | Welch Motorsport   | ۱۳    | ۰    | ۰     | ۰      | ۰       | ۱۴۲    | ۸        |
| ۲۰۱۱   | Protyre Formula Renault BARC Championship      | Scorpio Motorsport | ۱۲    | ۱    | ۰     | ۰      | ۳       | ۲۰۰    | ۴        |
| ۲۰۱۲   | Formula 3 Cup UK                               | Lanan Racing       | ۴     | ۴    | ۳     | ۴      | ۴       | N/A    | N/A      |
| ۲۰۱۳   | Formula Premium Championship                   | Beta Epsilon       | ۳     | ۱    | ۲     | ۰      | ۳       | N/A    | N/A      |